# 聖貝爾納迪諾區 (聖巴勃羅省)
7°10′06″S 78°49′46″W / 7.1684°S 78.8294°W
聖貝爾納迪諾區（西班牙語：Distrito de San Bernardino），是秘魯的一個區，位於該國北部卡哈馬卡大區的聖巴勃羅省，始建於1981年12月11日，面積167.1平方公里，海拔高度1,350米，2005年人口4,606，人口密度每平方公里28人。